# 聖胡斯托 (聖大非省)
聖胡斯托（西班牙語：San Justo），是阿根廷的城鎮，位於該國東北部聖大非省，是聖胡斯托縣的首府，面積790平方公里，海拔高度41米，2010年人口22,521，人口密度每平方公里0.03人。